# 지그룬 지글
지그룬 지글(독일어: Siegrun Siegl, 1954년 10월 29일 ~ )은 전 동독의 육상 선수이다. 주종목은 5종 경기와 멀리뛰기였다.
튀링겐주 아폴다 출신으로 1974년 유럽 육상 선수권 대회에서 5종 경기 4위를 하였다. 1976년 5월 19일 드레스덴에서 멀리뛰기 6.99m의 세계 기록을 깼다. 몬트리올 올림픽에서는 이 종목에서 5위를 하였으나, 5종 경기에서 금메달을 획득하였다.
이 후에 지글은 멀리뛰기에만 집중하였다. 1979년 유럽 실내 육상 선수권 대회에서 우승하였고, 1980년 모스크바 올림픽에서 5위를 하였다.
6.99m의 기록은 그녀 경력에 최고 점프로 남아있었고, 하이케 드렉슬러, 헬가 라트케, 자비네 파에츠, 브리기테 부야크, 비르기트 그로스헤니히, 주젠 티트케에 이어 독일 사상 최고 선수들에 7위로 왔다.
그녀는 선수 경력 동안에 스포츠 클럽 현 FC 로트바이스 에르푸르트의 전신 SC 투르비네 에르푸르트를 위해 출전하였다.